# Incollogenius testaceipennis
Incollogenius testaceipennis is een keversoort uit de familie vuurkevers (Pyrochroidae). De wetenschappelijke naam van de soort is voor het eerst geldig gepubliceerd in 1916 door Pic.